# Teatro Vittorio Emanuele II

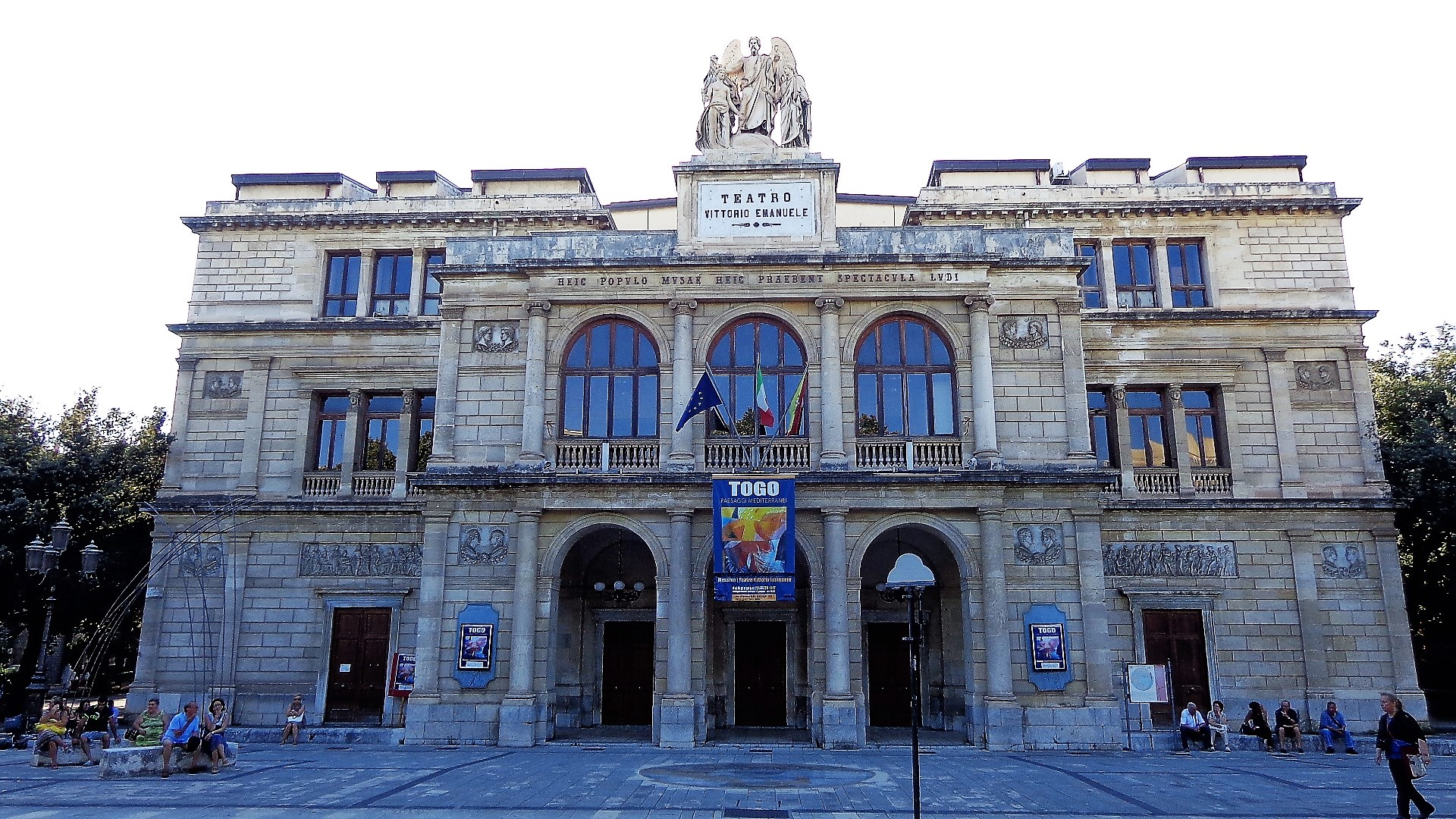
Das Theater im Jahre 2017

Das Teatro Vittorio Emanuele II (Theater „Viktor Emanuel II.“) ist ein städtisches Theater mit etwa 1.000 Plätzen in der sizilianischen Stadt Messina.

## Geschichte
Das Theater wurde am 12. Januar 1852 als „Teatro Santa Elisabetta“ (als Hommage an Maria Isabel von Spanien, die Mutter des sizilianischen Königs Ferdinand II.) eröffnet. 1860 wurde es zu Ehren des italienischen Königs Viktor Emanuel II. umbenannt.
Das Theater überstand als eines von wenigen Gebäuden in Messina das große Erdbeben am 28. Dezember 1908.
Heute ist es Hauptspielstätte des „Teatro di Messina“.

## Gebäude

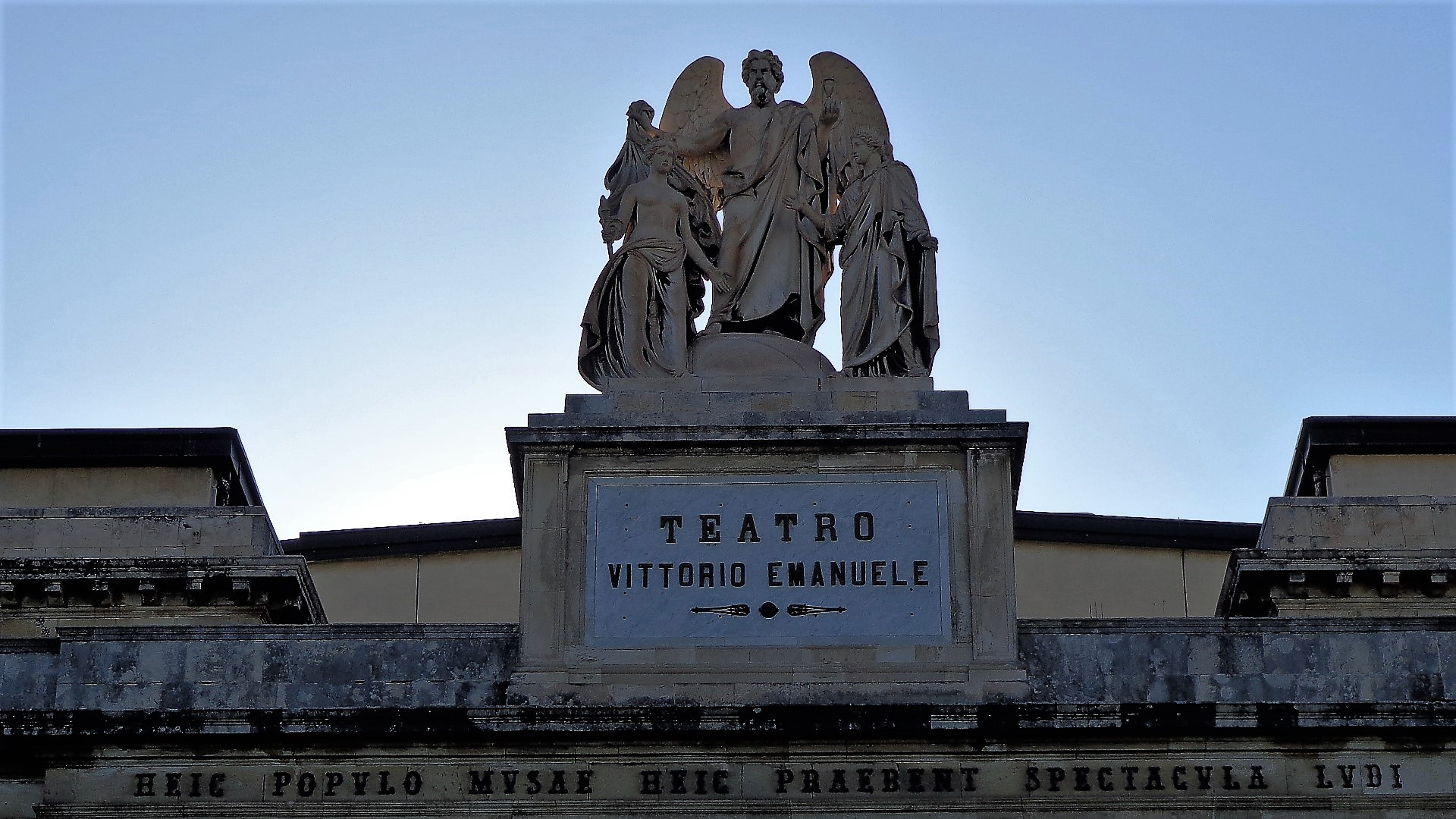
Figurengruppe von Zagari

Das Theater wurde im klassizistischen Stil von den Architekten Pietro Valente aus Neapel und C. Falconieri aus Messina entworfen und von 23. April 1842 bis 1852 erbaut.
Die allegorische Figurengruppe „Die Zeit entdeckt die Wahrheit“ von Saro Zagari (Messina) bekrönt das Gebäude. 
1985 schuf Renato Guttuso das Fresko Mito di Colapesce für das Innere des Theaters.